# Will et Grace
Will et Grace (Will & Grace) est une série télévisée américaine, créée par David Kohan et Max Mutchnick. Les huit premières saisons ont été diffusées entre le 21 septembre 1998 et le 18 mai 2006 sur le réseau NBC. Après un hiatus de onze ans, elle est diffusée pour trois saisons entre le 28 septembre 2017 et le 23 avril 2020 sur NBC et en simultané sur le réseau Global au Canada.
En France, les trois premières saisons de la série ont été diffusées du 1er juillet 2000 au 29 août 2003 sur TF1, la fin de la troisième saison, ainsi que la quatrième et cinquième saison du 14 octobre 2005 au 10 avril 2006 sur Jimmy et les trois dernières saisons à partir du 28 décembre 2006 sur Canal+. Au Québec, elle a été diffusée à partir du 30 août 2001 à Séries+.

## Synopsis
William Truman, avocat, homosexuel et bel homme, partage un superbe appartement new-yorkais avec sa meilleure amie Grace Adler, décoratrice d'intérieur, juive et complexée.
À ce couple qui cherche l'amour et le bonheur chacun de son côté s'ajoutent Karen, la riche et antipathique secrétaire de Grace et Jack, l'ami envahissant gay de Will.

## Distribution

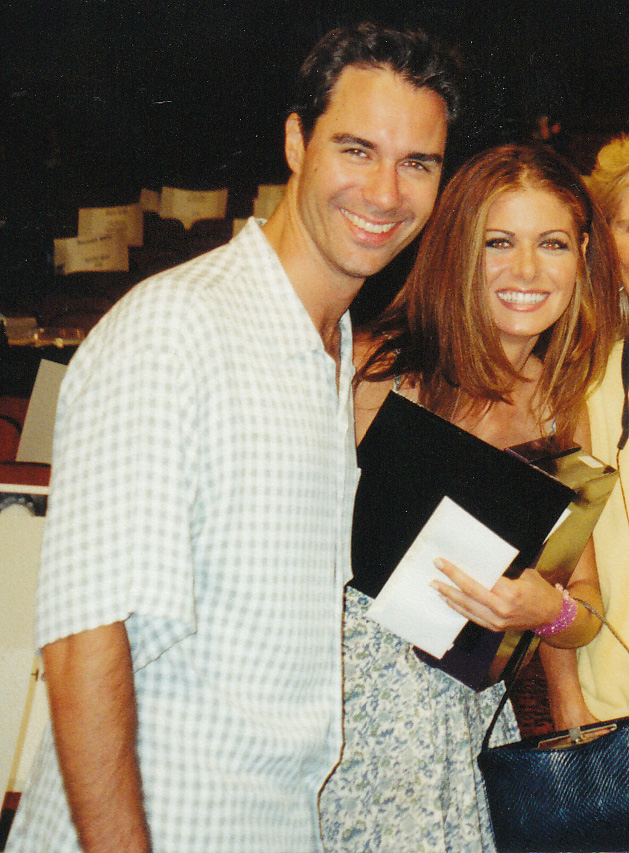
Eric McCormack et Debra Messing en 1999.

### Acteurs principaux
- Eric McCormack (VF : Guillaume Lebon) : William « Will » Truman
- Debra Messing (VF : Emmanuèle Bondeville) : Grace Adler
- Megan Mullally (VF : Caroline Jacquin) : Karen Walker
- Sean Hayes (VF : Bertrand Liebert) : Jack McFarland
- Shelley Morrison (VF : Denise Metmer) : Rosario Salazar (saisons 3 à 8, récurrente saisons 1 et 2)

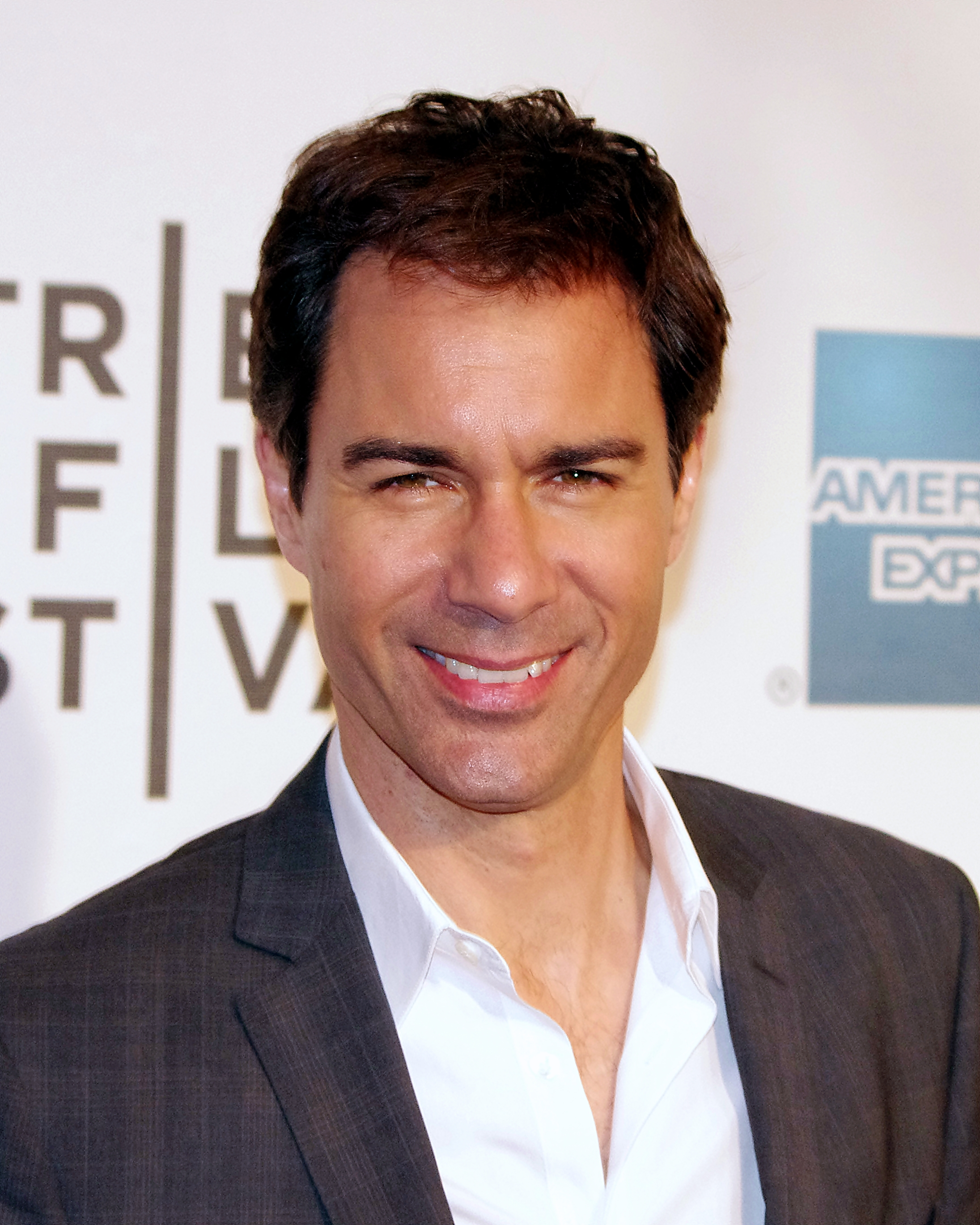
Eric McCormack (Will Truman)
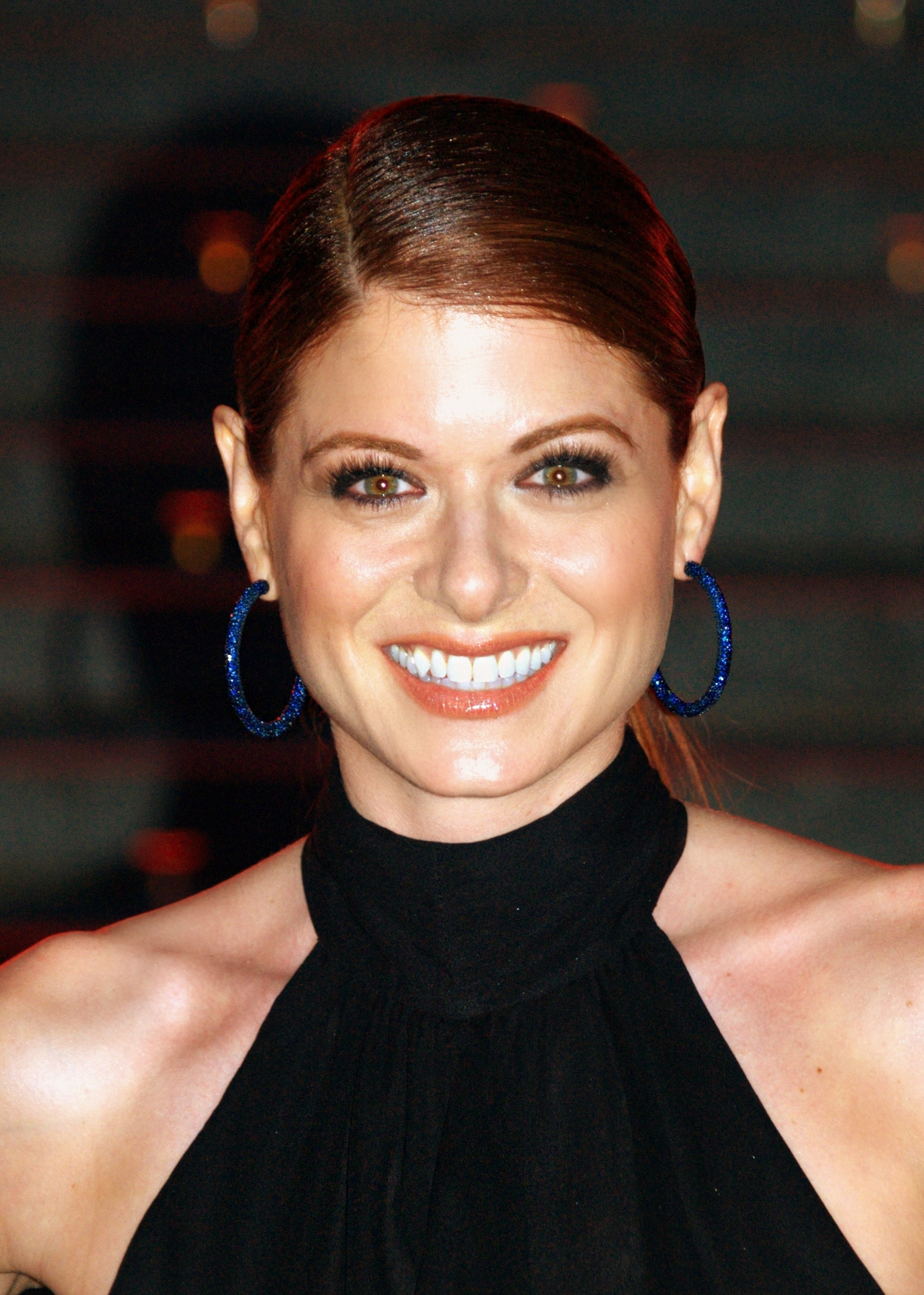
Debra Messing (Grace Adler)
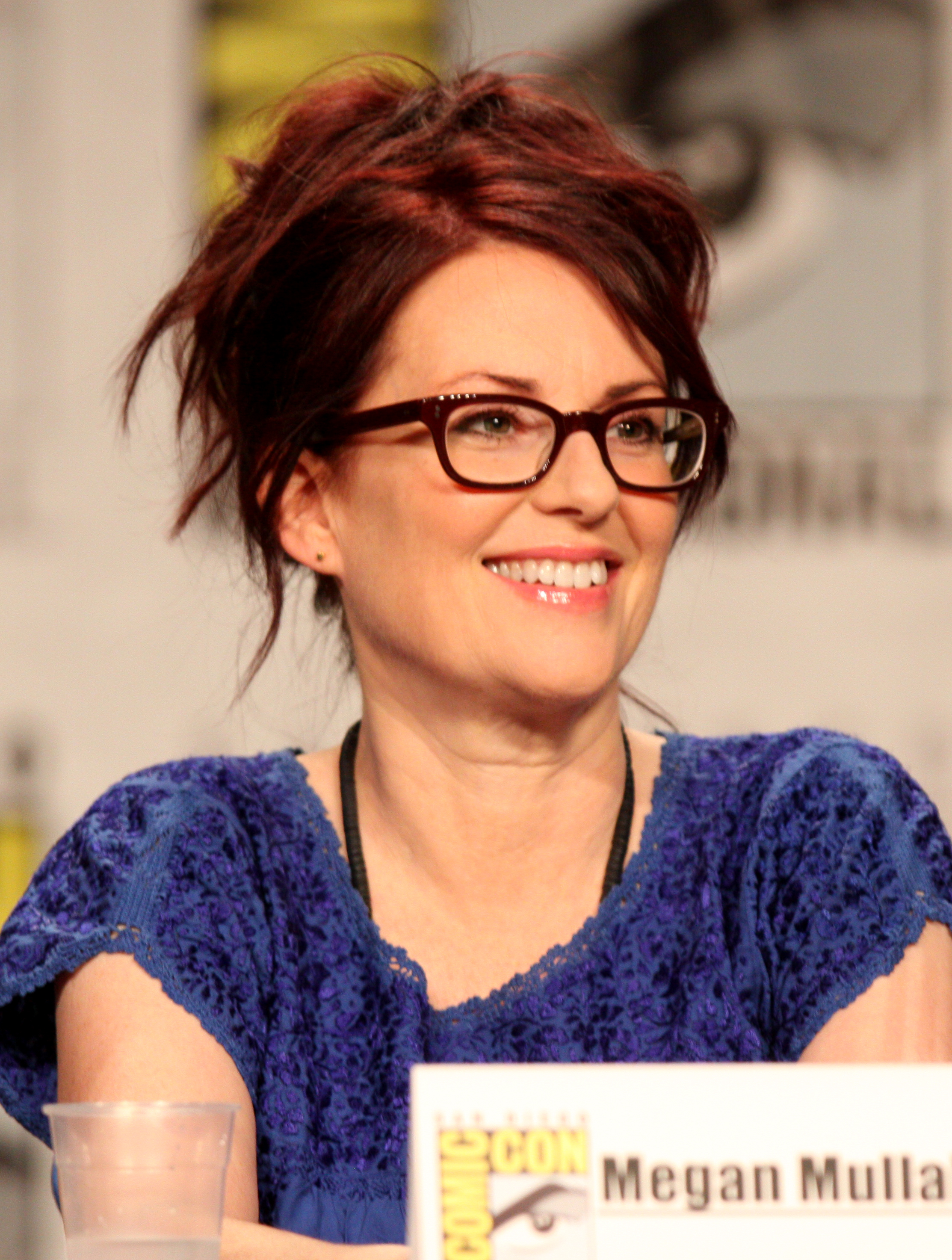
Megan Mullally (Karen Walker)
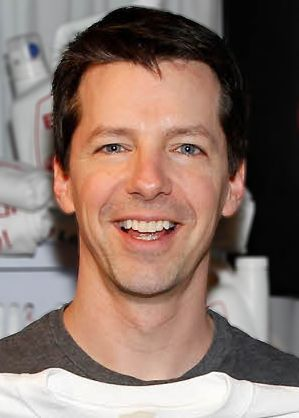
Sean Hayes (Jack McFarland)

### Acteurs récurrents
- Woody Harrelson (VF : Philippe Catoire) : Nathan (saisons 3 et 4)
- Sydney Pollack (VF : Dominique Paturel) : George Truman (saisons 2 à 4 et 8)
- Harry Connick Jr. (VF : Xavier Fagnon) : Leo Markus (saisons 5, 6 et 8; invité saisons 7 et 9)
- Bobby Cannavale (VF : Constantin Pappas) : Vince (saisons 6 à 8; invité saisons 9)
- Minnie Driver (VF : Brigitte Virtudes) : Lorraine Finster (saisons 5, 6, 9 et 10)
- Leslie Jordan (VF : Alain Flick) : Beverley Leslie (saisons 3 à 11)
- Leigh-Allyn Baker (VF : Catherine Cyler) : Ellen (saisons 1, 2, 5 et 8; invité saisons 3, 4, 7, et 9)
- Tim Bagley (VF : Bertrand Arnaud) : Larry (saisons 3 à 11)
- Charles C. Stevenson Jr. : Smitty (saisons 4, 5 et 7 à 11)
- Michael Angarano (VF : Jackie Berger puis Donald Reignoux) : Elliot (saison 4; invité saisons 3, 5, 6, 8 et 9)
- Molly Shannon (VF : Céline Monsarrat) : Val Bassett (saisons 1 à 4, 7 et 9 à 11)
- Blythe Danner (VF : Tania Torrens) : Marilyn Truman (saisons 4 et 6 à 11)
- Brian Jordan Alvarez : Estefan (saisons 10 et 11, invité saison 9)
- Alec Baldwin (VF : Emmanuel Jacomy) : Malcolm (saisons 7 à 10)
- Matt Bomer : McCoy Whitman[3] (saisons 10 et 11)
- David Schwimmer : Noah Broader[4] (saison 10, 7 épisodes)
- Vanessa Bayer : Friday (saison 11, invitée saison 9)
- Demi Lovato : Jenny[5] (saison 11)

### Invités
De nombreuses personnalités ont figuré au générique de la série, parmi lesquelles :
- Edward Burns (VF : Éric Aubrahn) : Nick (saison 7, épisodes 16 et 17)
- Steven Weber (VF : Lionel Tua) : Sam Truman (saison 8, épisodes 9 et 20)
- Jeff Goldblum (VF : Bernard Lanneau) : Scott Brouillon (saison 7, épisodes 13, 15 et 16)
- Rosanna Arquette (VF : Brigitte Bergès) : Julie (saison 5, épisodes 13 et 16)
- Dan Futterman (VF : Constantin Pappas) : Barry (saison 5, épisodes 13, 14, 17 et 18)
- Kevin Bacon (VF : Philippe Vincent) : lui-même (saison 5, épisode 2 et saison 8, épisode 23)
- Jennifer Lopez (VF : Annie Milon) : elle-même (saison 6, épisodes 23 et 24 et saison 7, épisode 1)
- John Cleese (VF : Michel Prud'homme) : Lyle Finster, père de Lorraine Finster (saison 6, épisodes 6, 11, 15, 23 et 24) (non présent au générique)
- Patrick Dempsey (VF : Thierry Wermuth) : Matthew (saison 3, épisodes 6, 13 et 14)
- Julian McMahon : l'homme dans l'ascenseur (saison 1, épisode 8)
- Neil Patrick Harris (VF : Pierre Tessier) : Bill (saison 2)
- Joan Collins : Helena Barnes (saison 2, épisode 22)
- Ellen DeGeneres : Sister Louise
- Bernadette Peters : Virginia « Gin » Walker
- Martina Navrátilová : elle-même (saison 3, épisode 8)
- Matt Damon (VF : Damien Boisseau) : Owen (saison 4, épisode 16)
- Tom Poston : Norman (saison 4 épisode 20)
- Michael Douglas (VF : Patrick Floersheim) : inspecteur Hatch (saison 4, épisode 23)
- Sandra Bernhard : elle-même
- Glenn Close : Fannie Lieber (saison 4, épisode 24)
- Elton John : lui-même (saison 5, épisode 10)
- Andy Garcia (VF : Bernard Gabay) : Milo (saison 5, épisode 12)
- Demi Moore : Sissy (saison 5, épisode 16)
- Madonna (VF : Marie-Christine Darah) : Liz Borden (saison 5, épisode 21)
- Nicollette Sheridan (VF : Marie-Martine Bisson) : Dr Morty (saison 5, épisode 24)
- Rosie O'Donnell : Bonnie
- Debbie Reynolds (VF : Lucie Dolène) : Bobbi Adler
- Lesley Ann Warren (VF : Francine Lainé) : Tina
- Katie Couric : elle-même
- Candice Bergen : elle-même
- Aytl Jensen : Alex (1 épisode)
- Macaulay Culkin : J. T. (saison 5, épisode 22)
- James Earl Jones (VF : Henry Djanik) : lui-même (saison 6, épisode 4)
- Jack Black : Dr Jack Herberg (saison 6, épisode 7)
- Barry Manilow : lui-même (saison 6, épisode 10)
- Tracey Ullman (VF : Marie-Christine Darah) : Ann (saison 6, épisode 14)
- Geena Davis : Janet Adler (saison 6, épisode 11)
- Janet Jackson : elle-même (saison 7, épisode 2)
- Kristin Davis : Nadine (saison 7, épisode 7)
- Patti LuPone : elle-même (saison 7, épisode 15)
- Luke Perry : Aaron (saison 7, épisode 17)
- Seth Green : Randall Finn (saison 7, épisode 23)
- Sharon Stone (VF : Françoise Cadol) : Dr Georgia Keller[6] (saison 7, épisode 20)
- Britney Spears : Amber-Louise (saison 8, épisode 18)
- Jason Biggs : Glen (saison 8, épisode 5)
- Richard Chamberlain : Clyde (saison 8, épisode 4)
- Jim Rash (saison 8, épisode 6)
- Josh Lucas : lui-même (saison 8, épisode 22)
- Jane Lynch : Roberta (saison 9, épisode 4)
- Andrew Rannells : Reggie (saison 9, épisode 4)
- Max Greenfield : Eli Wolff (saison 9, épisode 5)
- Barry Bostwick : Professeur Jerry Wise (saison 9, épisode 12)
- Matt Letscher : James Wise (saison 9, épisode 12)
- Andy Favreau : JJ Wise (saison 9, épisode 12)
- Dan Bucatinsky : Neil (saison 9, épisode 12)
- Jennifer Lopez : elle-même (jouant le rôle d'Harlee Santos dans Shades of Blue), (saison 9, épisode 13)
- Vanessa Bayer : Amy (saison 9, épisode 14 + saison 11)
- Jon Cryer : lui-même[7] (saison 10, épisode 6)
- Chelsea Handler : Donna Zimmer[8] (saison 10, épisode 9)
- Barrett Foa : Paul[9] (saison 10, épisode 12)
- Samira Wiley : Nikki[10] (saison 10, épisodes 16 à 18)
- Reid Scott : Marcus[11] (saison 10, épisode 18)
- Ryan Philippe : lui-même (saison 11, épisode 9)
- Billie Lourd : Fiona Adler, nièce de Grace[12] (saison 11)
- Gus Kenworthy : Steve (saison 11)
- Joel McHale : Phil[13] (saison 11)

Version française
- Société de doublage : Mediadub International[14],[15]
- Direction artistique : Max André (saisons 1 à 5) et Franck Louis (saisons 6 à 8)[14]
- Adaptation des dialogues : Marie-Pierre Deprez, Christine Rispal, Catherine Valduriez & Catherine Konetski

 Source et légende : version française (VF) sur RS Doublageet Doublage Séries Database

## Production
En février 2016, les quatre acteurs principaux de la série et d'autres sitcoms se sont réunis pour rendre hommage au réalisateur James Burrows. En octobre 2016, un projet de dix épisodes était en chantier, qui a été commandé à la mi-janvier 2017, devenu une commande de douze épisodes.
Le 3 août 2017, soit deux mois avant la diffusion, une dixième saison est commandée pour être diffusée en 2018-2019. Quatre épisodes additionnels sont commandés portant à seize épisodes le nombre total de la saison neuf.
Le 17 mars 2018, NBC a commandé cinq autres épisodes pour la saison dix, augmentant le nombre total d'épisodes à 18. NBC a également renouvelé la série pour une onzième saison de 18 épisodes (troisième saison de la reprise).

### Diffusion internationale
- Afrique du Sud - SABC 3
- Allemagne - Pro 7 Saison 1-7, Sat.1 Saison 8
- Australie - Seven Network (chaîne hertzienne), Arena (câble)
- Autriche – ATV
- Argentine - Sony
- Belgique - Kanaal Twee (Club Rtl 1999 - 2000)
- Bosnie-Herzégovine - OBN
- Brésil - Sony, Play TV
- Bulgarie - Nova TV
- Canada - OnTV (1998-99), Global (1999-2006), W Network (Syndication)
- Chili - Sony
- Colombie - Sony
- Corée du Sud - GTV (1998-2001), On Style (2002-2003), FOX (2004-2006)
- Croatie - Nova TV
- Danemark - Kanal 4
- Espagne - TVE2, FOX
- États-Unis - NBC, rediffusions en syndication.
- Finlande - MTV3, SubTV
- France - Canal+, Canal Jimmy, TF1, France 4
- Grande-Bretagne - LivingTV, Channel 4 (rediffusions)
- Grèce - Star Channel
- Hongrie - Viasat 3
- Italie - Italia 1 (Mediaset), FOX, FOX Life
- Japon - NHK, FOX
- Inde - Zee Café
- Irlande - TV3
- Israël - Yes Plus
- Amérique latine - Sony
- Lettonie - TV6
- Lituanie - Tango TV
- Macedoine - Sitel
- Mexique - Sony, Canal 5 Televisa
- Népal - Zee Café, ETC
- Norvège - TVNorge
- Nouvelle-Zélande - TV3
- Pakistan - Super Comedy, Paramount Comedy Channel
- Pays-Bas - NET 5
- Pérou - Sony
- Philippines - Studio 23, Velvet
- Pologne - FOX Life, HBO, Wizja Jeden
- Portugal - TVI, FOX, FOX Life, SIC Mulher
- Serbie - Studio B, B92
- Slovénie - Kanal A
- Suède - TV4
- Suisse - SF 1
- Thaïlande - True Series
- Turquie - ComedyMax, TNT

## Épisodes

### Première saison (1998-1999)
1. La Mariée était en pleurs (Pilot)
2. Ça déménage (New Lease on Life)
3. Affaire de goût (Head Case)
4. Le décor est planté (Between a Rock and Harlan's Place)
5. Joyeux Halloween (Boo! Humbug)
6. Les P'tits Secrets (William, Tell)
7. À qui la faute ? (Where There's a Will There's No Way)
8. On se passe de la pommade (The Buying Game)
9. Nos voisins, ces héros (The Big Vent)
10. La Vérité sur Will et les chiens (The Truth About Will and Dogs)
11. L'Anniversaire de glace (Will on Ice)
12. Bonne à tout faire (My Fair Maidy)
13. Telle mère, telle fille (The Unsinkable Mommy Adler)
14. Les Retrouvailles, première partie (Big Brother Is Coming: Part 1)
15. Ah… La Famille !, deuxième partie (Big Brother Is Coming: Part 2)
16. L'Homme de nos vies (Yours, Mine or Ours)
17. Secrets d'alcôve (Secrets and Lays)
18. La Nouvelle copine de Will (Grace, Replaced)
19. On est comme on est ! (Will Works Out)
20. Tout ça pour un job ! (Saving Grace)
21. Les Rois du bowling  (Alley Cats)
22. Le Mariage (Object of My Rejection)

### Deuxième saison (1999-2000)
1. Dîner d'adieu (Guess Who's Not Coming to Dinner)
2. Grace contre-attaque (Election)
3. Du monde au balcon (Das Boob)
4. Quand Will rencontre Andy (Whose Mom is it Anyway?)
5. Will sur la touche (Polk Defeats Truman)
6. On efface tout et on recommence (To Serve and Disinfect)
7. Révélations (Homo for the Holidays)
8. Action en justice (Terms of Employment)
9. Boîte et mise en boîte (I Never Promised You An Olive Garden)
10. La Théière d'hier (Tea and a Total Lack of Sympathy)
11. Qui sème le vent (Seeds of Discontent)
12. Faut pas rêver  (He's Come Undone)
13. Surprise ! (Oh Dad, Poor Dad, He's Kept Me in the Closet and I'm So Sad)
14. Baiser raté (Acting Out)
15. Conseils d'amie (Advise and Resent)
16. Mon ex revient (Hey La, Hey La, My Ex-Boyfriend's Back)
17. Les Paris sont ouverts (The Hospital Show)
18. Soyez charitable (Sweet and Sour Charity)
19. Tout fout l'camp (An Affair to Forget)
20. La Politique de l'autruche (Girls, Interrupted)
21. Retour aux sources (There But for the Grace of Grace)
22. C'est beau l'amitié (My Best Friend's Tush)
23. Cinq sur cinq, première partie (Ben? Her?: Part 1)
24. Rien ne va plus, deuxième partie (Ben? Her?: Part 2)

### Troisième saison (2000-2001)
1. Will est jaloux (New Will City)
2. Mauvaises ondes (Fear and Clothing)
3. Papa ou pas (Husbands and Trophy Wives)
4. Comme chiens et chats (Girl Trouble)
5. Rompre ou ne pas rompre (Grace 0, Jack 2000)
6. Le Trio (Love Plus One)
7. Mauvais Garçon (Gypsies, Tramps and Weeds)
8. Rencontres, Sexe et Amitiés, première partie (Lows in the Mid-Eighties: Part 1)
9. Rencontres, Sexe et Amitiés, deuxième partie (Lows in the Mid-Eighties: Part 2)
10. Douze à la dizaine (Three's a Crowd, Six Is a Freak Show)
11. Union et Désunion (Coffee and Commitment)
12. De grandes espérances (Swimming Pools… Movie Stars)
13. Pour l'amour de Matt (Crazy in Love)
14. Quand Grace s'en mêle (Brothers, a Love Story)
15. La Voiture d'oncle Jerry (My Uncle the Car)
16. Dire ou ne pas dire (Cheaters: Part 1)
17. Dire ou ne pas dire (Cheaters the Conclusion: Part 2)
18. Trop bien pour elle (Mad Dogs and Average Men)
19. Grace de pique (Poker? I Don't Even Like Her)
20. J'écris et puis j'oublie (An Old-Fashioned Piano Party)
21. Soirée explosive (The Young and the Tactless)
22. Regrets éternels (Alice Doesn't Lisp Here Anymore)
23. La Honte (Last of the Really Odd Lovers)
24. Les Pères, les Fils, les Amants, première partie (Sons and Lovers: Part 1)
25. Les Pères, les Fils, les Amants, deuxième partie (Sons and Lovers: Part 2)

### Quatrième saison (2001-2002)
1. La Fièvre acheteuse (The Third Wheel Gets the Grace)
2. Un prêté pour un rendu (Past and Presents)
3. Une cavalière pour Elliot (Crouching Father, Hidden Husband)
4. Amie coûte que coûte (Prison Blues)
5. Bourreaux des cœurs (Loose Lips Sink Relationships)
6. Une demande peu correcte (Rules of Engagement)
7. Grace déprime (Bed, Bath, and Beyond)
8. Un soutien délicat (Star-Spangled Banter)
9. Course contre la montre, première partie (Moveable Feast: Part 1)
10. Course contre la montre, deuxième partie (Moveable Feast: Part 2)
11. Prêter n'est pas donner (Stakin' Care of Business)
12. Sacrés secrets (Jingle Balls)
13. Le Bon Cheval (Whoa, Nelly)
14. Grace au fond du trou (Grace in the Hole)
15. Le Mariage de mon ex (Dyeing is Easy, Comedy is Hard)
16. Tout pour la musique (A Chorus Lie)
17. Souriez, vous êtes filmés, première partie (Someone Old, Someplace New: Part 1)
18. Les Arnaqueuses, deuxième partie (Something Borrowed, Someone's Due: Part 2)
19. L'Anniversaire de mariage (Cheatin' Trouble Blues)
20. Le Jardin enchanté (Went to a Garden Party)
21. Un point partout, la balle au centre (He Shoots, They Snore)
22. Rêve éveillé (Wedding Balls)
23. Bon débarras (Fagel Attraction)
24. Attention, le petit oiseau va sortir (Hocus Focus)
25. Une proposition surprenante (A Buncha White Chicks Sittin' Around)
26. Et l'amour dans tout ça ? première partie (A. I.: Artificial Insemination: Part 1)
27. Et l'amour dans tout ça ? deuxième partie (A. I.: Artificial Insemination: Part 2)

### Cinquième saison (2002-2003)
1. Rencontre au sommet (…And the Horse He Rode in On)
2. L'espion qui venait d'en face (Bacon and Eggs)
3. Pas de cadeau (The Kid Stays Out of the Picture)
4. Enfantillages (Humongous Growth)
5. À la recherche de la citrouille (It's the Gay Pumpkin, Charlie Brown)
6. La Patron et la Limousine (Boardroom and a Parked Place)
7. Brunchez maintenant (The Needle and Omelet)
8. Marions-nous un peu, première partie (Marry Me a Little: Part 1)
9. Marions-nous un peu plus, deuxième partie (Marry Me a Little More: Part 2)
10. Retour en ville (The Honeymoon's Over)
11. Quand tu descendras du ciel (All About Christmas Eve)
12. Rien qu'un jeu (Field of Queens)
13. Les Chaperons : Rencontres d'un drôle de type, première partie (Fagmalion: Gay It Forward: Part 1)
14. Les Chaperons : Quand Barry rencontre… personne, deuxième partie  (Fagmalion: Attack of the Clones: Part 2)
15. À demi-mot (Homojo)
16. Les Femmes et les enfants d'abord (Women and Children First)
17. Les Chaperons : Tenue de soirée, troisième partie (Fagmalion: Bye, Bye, Beardy: Part 3)
18. Les Chaperons : Amour, plumeau et lutte de classes, quatrième partie (Fagmalion: The Guy Who Loved Me: Part 4)
19. Sexe, Perdants et Vidéo (Sex, Losers and Videotape)
20. Ça, pour une surprise ! (Leo Unwrapped)
21. Une question d'habitude (Dolls and Dolls)
22. Que le divorce soit avec toi (May Divorce Be With You)
23. Les Héritiers (23)
24. Quel toupet ! (24)

### Sixième saison (2003-2004)
Elle a été diffusée à partir du 25 septembre 2003.
1. Retour à terre (Dames at Sea) (41 minutes)
2. Les Ex (Last Ex to Brooklyn)
3. Je t'aime, moi non plus (Home Court Disadvantage)
4. Madame et monsieur Jones (Me and Mr. Jones)
5. Adieu New York (A-Story, Bee-Story)
6. Père et Mère (Heart Like a Wheelchair)
7. L'Homme en blanc (Nice in White Satin)
8. Aller simple (Swimming from Cambodia)
9. Meilleures Ennemies (Strangers with Candice)
10. Copa Cabana (Fanilow)
11. Les Boulets (The Accidental Tsuris)
12. Au bonheur des nouilles (A Gay/December Romance)
13. Les Pépites de chocolat (Ice Cream Balls)
14. Gigolo pour un solo (Looking for Mr. Good Enough)
15. Amour et mètre carré (Flip-Flop: Part 1)
16. Amour et mètre carré (Flip-Flop: Part 2)
17. East Side Story (East Side Story)
18. Monsieur l'agent (Courting Disaster)
19. Comme à la télé (No Sex 'N' the City)
20. J. Astaire et G. Rogers (Fred Astaire and Ginger Chicken)
21. Pom pom boy (I Never Cheered for My Father)
22. Le Blues de la blouse (Speechless)
23. Viva Las Vegas (I Do: Part 1)
24. Viva Las Vegas (Oh, No, You Di-in't: Part 2)

### Septième saison (2004-2005)
Elle a été diffusée à partir du 16 septembre 2004.
1. Un dernier tour de piste (FYI: I Hurt, Too)
2. Pas de deux (Back Up Dancer)
3. In and Out (One Gay At a Time)
4. Les Dames de compagnie (Company)
5. Le Moment clé (Key Party)
6. Une question de couple (The Newlydreads)
7. Will et Grace et Vince et Nadine (Will and Grace and Vince and Nadine)
8. Il faut sauver le soldat Adler, première partie (Saving Grace, Again: Part 1)
9. Il faut sauver le soldat Adler, deuxième partie (Saving Grace, Again: Part 2)
10. Reines d’un jour, première partie (Queens For a Day: Part 1)
11. Reines d'un jour, deuxième partie (Queens For a Day: Part 2)
12. L'Esprit de Noël (Christmas Break)
13. Un projet en deux points (Board Games)
14. Les Patronnes (Partners)
15. La Diva (Bully Woolley)
16. Carnet de bal et cartes de vœux (Dance Cards and Greeting Cards)
17. Des oiseaux et des abeilles (The Birds and the Bees)
18. Sexe et Pâtisserie (The Fabulous Baker Boy)
19. Résidence secondaire (Sour Balls)
20. La Psy, le Myope et les Andouilles (The Blonde Leading the Blind)
21. Sans blague ! (It's A Dad, Dad, Dad, Dad World)
22. Tant qu'il y aura des homos (From Queer to Eternity)
23. Top secret, première partie (Friends With Benefits: Part 1)
24. Top secret, deuxième partie (Kiss and Tell: Part 2)

### Huitième saison (2005-2006)
Le 3 mai 2005, la série est renouvelée pour une huitième saison, dont le premier épisode diffusé le 29 septembre 2005 a été tourné en direct.
1. Mort de trouille (Alive and Schticking)
2. Que d'émotions (I Second That Emotion)
3. Douche froide (The Old Man and the Sea)
4. Devine qui vient jouer ce soir ? (Steams Like Old Times)
5. La Vente aux enchères (The Hole Truth)
6. Y a-t-il de l'amour dans l'avion ? (Love Is in the Airplane)
7. Les Pingouins (Birds of a Feather Boa)
8. L'Amour vache (Swish Out of Water)
9. Un Noël très « gay » (A Little Christmas Queer)
10. La Mélodie du malheur (Von Trapped)
11. Joyeux anniversaire Karen (Bathroom Humor)
12. Cachotteries (Forbidden Fruit)
13. L'habit ne fait pas le moine (Cop To It)
14. Vacances à L.A. (I Love L. Gay)
15. Le marié était en noir (The Definition of Marriage)
16. Tous les espoirs sont permis (Grace Expectations)
17. Sans scrupules  (Cowboys and Iranians)
18. Un bébé à tout prix (Buy Buy Baby)
19. La Couverture (Blanket Apology)
20. Le Fils éploré (The Mourning Son)
21. Amis pour la vie (Partners 'n' Crime)
22. Qu'est-il arrivé à Baby Gin ? (Whatever Happened to Baby Gin ?)
23. Tant qu'il y aura des amis, première partie (The Finale: Part 1)
24. Tant qu'il y aura des amis, deuxième partie (The Finale: Part 2)

### Neuvième saison (2017-2018)
Cette saison de seize épisodes est diffusée depuis le 28 septembre 2017.
1. 11 Years Later
2. Who's Your Daddy
3. Emergency Contact
4. Grandpa Jack
5. How to Succeed in Business Without Really Crying
6. Rosario's Quinceañera
7. A Gay Olde Christmas
8. Friends and Lover
9. There's Something About Larry
10. The Wedding
11. Staten Island Fairy
12. Three Weiss Men
13. Sweatshop Annie & the Annoying Baby Shower
14. The Beefcake & the Cake Beef
15. One Job
16. It's a Family Affair

### Dixième saison (2018-2019)
Cette saison de 18 épisodes est diffusée depuis le 4 octobre 2018.
1. The West Side Curmudgeon
2. Where in the World is Karen Walker?
3. Tex and the City
4. Who's Sorry Now?
5. Grace's Secret
6. Kid 'N Play
7. So Long, Division
8. Anchor Away
9. Family Trip
10. Dead Man Texting
11. The Scales of Justice
12. The Pursuit of Happiness
13. The Real McCoy
14. Supreme Courtship
15. Bad Blood
16. Conscious Coupling
17. The Things We Do for Love
18. Jack's Big Gay Wedding

### Onzième saison (2019-2020)
Cette saison de 18 épisodes, qui est la dernière, est diffusée depuis le 24 octobre 2019.
1. Eat, Pray, Love, Phone, Sex
2. Pappa Mia
3. With Enemies Like These
4. The Chick and the Egg Donor
5. The Grief Panda
6. Performance Anxiety
7. What a Dump
8. Lies & Whispers
9. Bi-plane
10. Of Mouse and Men
11. Accidentally on Porpoise
12. Filthy Phil, Part I
13. Filthy Phil, Part II
14. The Favourite
15. Broadway Boundaries
16. We Love Lucy
17. New Crib
18. It's Time

## Personnages

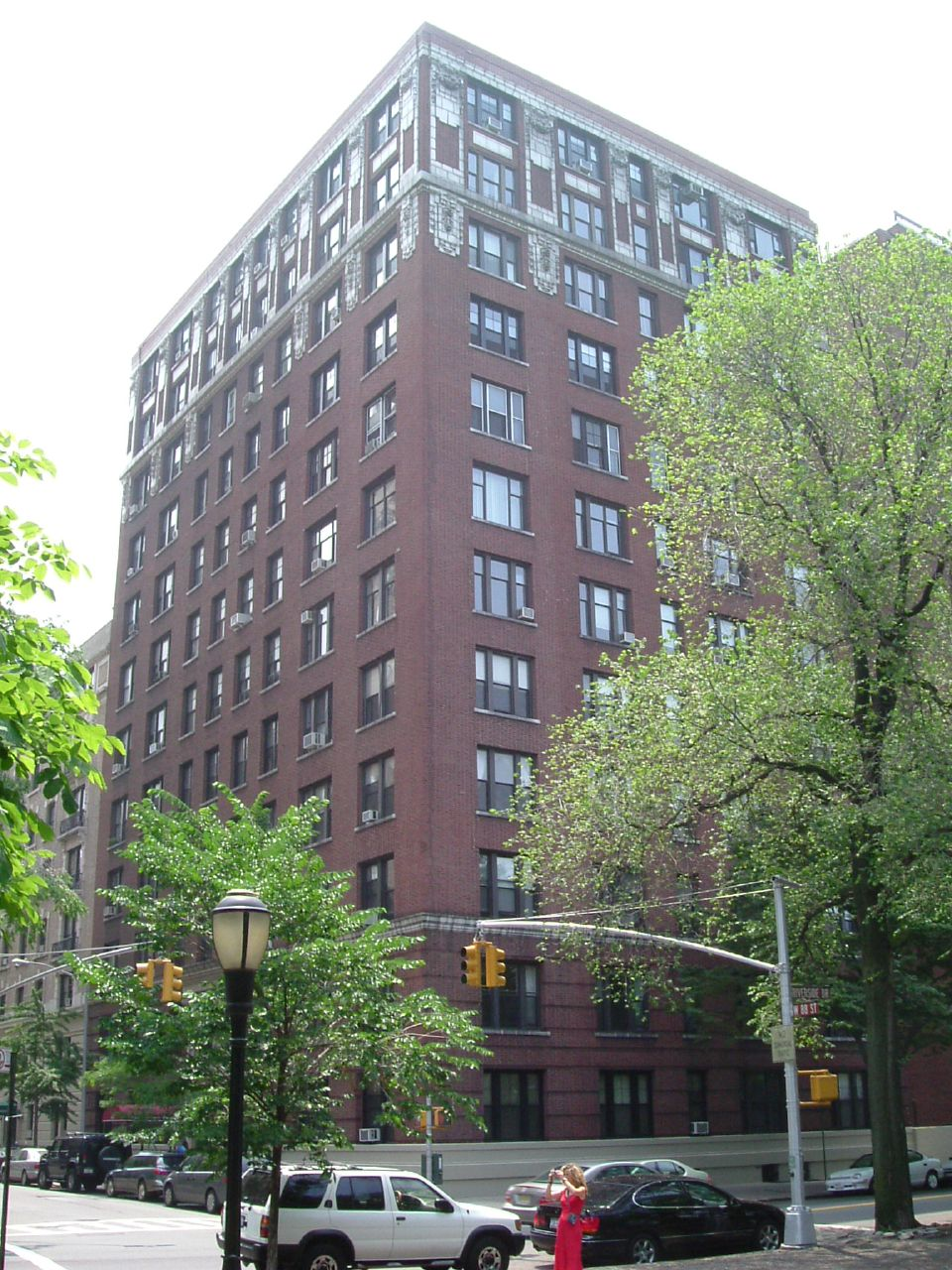
155 Riverside Drive, l'immeuble des appartements de Will, Grace et Jack supposés.

- Will Truman : Will Truman est un avocat homosexuel trentenaire à la recherche de l'amour. Il partage son appartement avec Grace Adler, sa meilleure amie. C'est un de ses amis, Jack, qui l'a aidé à accepter son homosexualité.
- Grace Adler : Grace Adler est une décoratrice d'intérieur juive. Elle sortait avec Will avant de découvrir qu'il était gay.
- Jack McFarland : Jack, homosexuel trépidant, est un parasite professionnel qui vit aux crochets de Will et Karen. Il a néanmoins un fils âgé d'une douzaine d'années. Amateur de Cher et de Madonna, Jack est un chanteur, danseur, acteur et infirmier, qui croque la vie et les garçons à pleines dents !
- Karen Walker : Karen est une millionnaire bourgeoise, alcoolique, nymphomane, égocentrique, mesquine, radine, sans-gêne et bisexuelle, qui « travaille » comme secrétaire de Grace. Elle est mariée à Stan, un milliardaire. Elle a également une bonne, Rosario, mariée avec Jack pour pouvoir résider aux États-Unis.
- Leo Markus : Leo est le mari de Grace de la 5e à la 8e saison

## Accueil

### Audience

#### Aux États-Unis
| Saison | Heure (heure locale) | Premier épisode   | Dernier épisode | Année     | Rang | Téléspectateurs (en millions) |
| ------ | --- | ----------------- | --------------- | --------- | ---- | ----------------------------- |
| 1      | Lundi 21 h 30 (21 septembre 1998 - 30 novembre 1998) Mardi 21 h 30 (15 décembre 1998 - 23 mai 1999) Jeudi 20 h 30 (8 avril 1999 - 13 mai 1999) | 21 septembre 1998 | 13 mai 1999     | 1998-1999 | 40e  | 12.3                          |
| 2      | Mardi 21 h | 21 septembre 1999 | 23 mai 2000     | 1999-2000 | 44e  | 12.0                          |
| 3      | Jeudi 21 h | 12 octobre 2000   | 17 mai 2001     | 2000-2001 | 14e  | 17.3                          |
| 4      | Jeudi 21 h | 27 septembre 2001 | 16 mai 2002     | 2001-2002 | 9e   | 17.3                          |
| 5      | Jeudi 21 h | 26 septembre 2002 | 15 mai 2003     | 2002-2003 | 11e  | 16.8                          |
| 6      | Jeudi 21 h (25 septembre 2003 - 22 janvier 2004) Jeudi 20 h 32 (10 février 2004 - 8 avril 2004) Jeudi 21 h (22 avril 2004 - 29 avril 2004)     | 25 septembre 2003 | 29 avril 2004   | 2003-2004 | 16e  | 15.2                          |
| 7      | Jeudi 20 h 30 | 16 septembre 2004 | 19 mai 2005     | 2004-2005 | 44e  | 10.0                          |
| 8      | Jeudi 20 h 30 (29 septembre 2005 - décembre 2005) Jeudi 20 h (5 janvier 2006 - 18 mai 2006)                                                    | 29 septembre 2005 | 18 mai 2006     | 2005-2006 | 61e  | 8.7                           |

## Distinctions

### Récompenses
- Emmy Awards
  - Emmy de la meilleure série comique 2000
  - Emmy du meilleur acteur dans un second rôle 2000 pour Sean Hayes
  - Emmy de la meilleure actrice dans un second rôle 2000 pour Megan Mullally
  - Emmy du meilleur acteur 2001 pour Eric McCormack
  - Emmy de la meilleure direction artistique 2001 pour l'épisode Rencontres, sexe et amitiés (Lows In The Mid Eighties)
  - Emmy de la meilleure photographie 2001 pour l'épisode Les Pères, les fils, les amants (Sons And Lovers)
  - Emmy de la meilleure direction artistique 2002 pour l'épisode L'Anniversaire de mariage (Cheatin' Trouble Blues)
  - Emmy de la meilleure photographie 2002 pour l'épisode Tout pour la musique (A Chorus Lie)
  - Emmy de la meilleure direction artistique 2003 pour l'épisode 24
  - Emmy de la meilleure photographie 2003 pour l'épisode Sex, Losers And Videotape
  - Emmy du meilleur acteur invité 2003 pour Gene Wilder dans le rôle de Mr. Stein
  - Emmy de la meilleure actrice 2003 pour Debra Messing
  - Emmy de la meilleure photographie 2005 pour l'épisode Friends With Benefits
  - Emmy du meilleur acteur invité 2005 pour Bobby Cannavale dans le rôle de Vince
  - Emmy du meilleur acteur invité 2006 pour Leslie Jordan dans le rôle de Beverly Leslie
  - Emmy de la meilleure actrice dans un second rôle 2006 pour Megan Mullally
- GLAAD Media Awards
  - GLAAD Media Award de la meilleure série comique 2001
  - GLAAD Media Award de la meilleure série comique 2002
  - GLAAD Media Award de la meilleure série comique 2004
  - GLAAD Media Award de la meilleure série comique 2005

### Nominations
- 83 nominations aux Emmy Awards
- 27 nominations aux Golden Globes

## Commentaires
Le postulat de départ est assez classique : deux personnes qui n'ont pas grand-chose en commun doivent cohabiter. On retrouve ce schéma dans Dharma et Greg, Some of My Best Friends, Magnum, et, de façon plus générale, dans tous les buddy movies, depuis L'Arme fatale jusqu'à Marche à l'ombre.
La particularité de Will et Grace, c'est que ses héros sont finalement des doubles déformés de Karen Walker, secrétaire tyrannique, alcoolique et millionnaire, de Grace (Karen ne travaille que pour avoir une occupation et surtout pour avoir quelqu'un à maltraiter lorsque sa bonne, Rosario, n'est pas dans les parages) et de Jack McFarland, garçon très efféminé, très bon imitateur de Cher, souvent sans emploi, qui vit aux crochets de Will.